# Hemigrammus

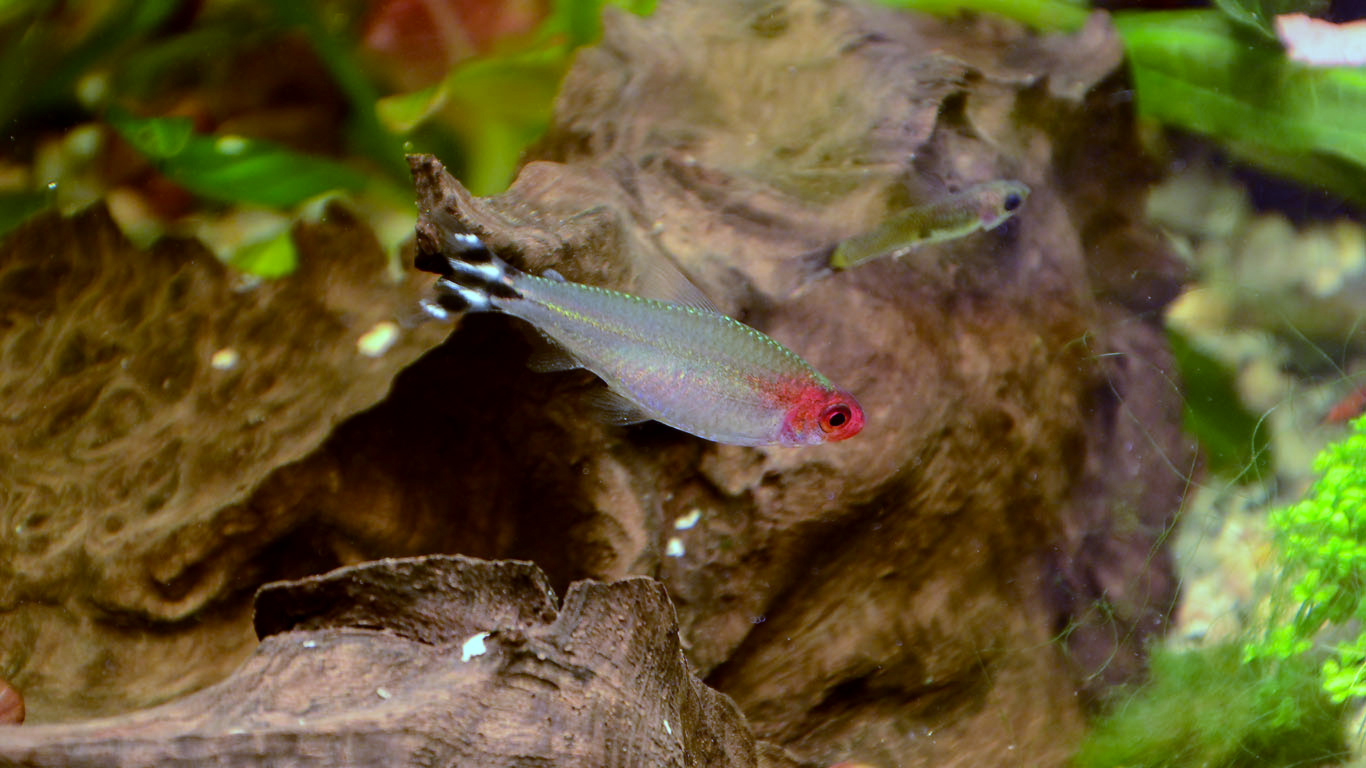
Hemigrammus rhodostomus

Hemigrammus è un genere di piccoli pesci d'acqua dolce, comprendente 46 specie appartenenti alla famiglia Characidae.

## Specie
- Hemigrammus aereus
- Hemigrammus analis
- Hemigrammus barrigonae
- Hemigrammus bellottii
- Hemigrammus bleheri
- Hemigrammus boesemani
- Hemigrammus brevis
- Hemigrammus coeruleus
- Hemigrammus cupreus
- Hemigrammus cylindricus
- Hemigrammus elegans
- Hemigrammus erythrozonus
- Hemigrammus geisleri
- Hemigrammus gracilis
- Hemigrammus guyanensis
- Hemigrammus haraldi
- Hemigrammus hyanuary
- Hemigrammus iota
- Hemigrammus levis
- Hemigrammus luelingi
- Hemigrammus lunatus
- Hemigrammus mahnerti
- Hemigrammus marginatus
- Hemigrammus matei
- Hemigrammus maxillaris
- Hemigrammus megaceps
- Hemigrammus melanochrous
- Hemigrammus micropterus
- Hemigrammus microstomus
- Hemigrammus mimus
- Hemigrammus neptunus
- Hemigrammus newboldi
- Hemigrammus ocellifer
- Hemigrammus ora
- Hemigrammus orthus
- Hemigrammus pretoensis
- Hemigrammus pulcher
- Hemigrammus rhodostomus
- Hemigrammus rodwayi
- Hemigrammus schmardae
- Hemigrammus skolioplatus
- Hemigrammus stictus
- Hemigrammus tridens
- Hemigrammus ulreyi
- Hemigrammus unilineatus
- Hemigrammus vorderwinkleri